# Таразька ТЕЦ
42°54′13″ пн. ш. 71°24′25″ сх. д. / 42.90361° пн. ш. 71.40694° сх. д.
Таразька ТЕЦ — теплова електростанція на півдні Казахстану.

## Загальний опис
Певний час була відома як Жамбильська ТЕЦ-4.
В 1963 році на майданчику ТЕЦ ввели в дію три парові котли Барнаульського котельного заводу типу БКЗ-190-100ГМ продуктивністю по 190 тонн пари на годину та дві парові турбіни виробництва Уральського турбомоторного заводу типу ПТ-30-90/10 потужністю по 30 МВт.
Для збільшення теплової потужності в 1974, 1978, 1983 та 1987 роках запустили чотири водогрійні котли продуктивністю по 100 Гкал/год — спершу два типу ПТВМ-100 від Білгородського котельного заводу, а потім два типу КВГМ-100 від Дорогобузького котельного заводу.
Станом на 2021 рік фактична електрична потужність станції становить 45 МВт, крім того, ТЕЦ може видавати до 658 Гкал/год теплової енергії.
Станція розрахована на споживання природного газу, який первісно надходить до регіону по трубопроводу Бухарський газоносний регіон — Ташкент — Бішкек — Алмати.